# Palmer Jaguar JP1
La Palmer Jaguar JP1 è uno Sport-Prototipo prodotto dalla PalmerSport in collaborazione con la Jaguar nel 2003. È stata progettata dall'ex pilota di Formula 1 britannico Jonathan Palmer ed è stata realizzata presso l'autodromo britannico di Bedford.

## Tecnica
La vettura è dotata del motore benzina 3 litri V6 a 24 valvole derivato da quello che equipaggia la Jaguar X-Type. Tale propulsore sviluppa 300 CV e viene alimentato a GPL. Grazie a tale motore e ai 650 kg di peso ottenuti grazie all'impiego dell'alluminio e della fibra di vetro per realizzare il veicolo, la JP1 passa da 0 a 100 km/h in 3,2 secondi, e ne impiega altri 3,6 per raggiungere i 200 km/h. La velocità massima è di 180 miglia orarie.
La trazione è posteriore, mentre il cambio è sequenziale. Le sospensioni sono indipendenti. Sono montati cerchi in lega leggera e freni a disco a 4 pistoncini.
La vettura, (TIPO JP1 RS) è omologata per la circolazione stradale, è stata costruita nel 2003 in soli 5 esemplari.